# Livestock Science
Livestock Science is een internationaal, aan collegiale toetsing onderworpen wetenschappelijk tijdschrift op het gebied van de veeteelt.
De naam wordt in literatuurverwijzingen meestal afgekort tot Livest. Sci.
Het wordt uitgegeven door Elsevier en verschijnt maandelijks.